# Burnaburiash II
Burnaburiash II of Burnaburiaš II (mBur-na Bu-ri-ia-aš) was circa 1359 - 1333 v.Chr. koning van het Karduniaš, het Kassieten-rijk in het huidige Irak. Hij voerde net als zijn vader en grootvader de titel šar kissati, "Koning van het heelal". Zijn eerste regeringsjaar valt samen met het 33e jaar van Amenhotep III van Egypte.

## Betrekkingen met Egypte
Hij is zonder meer de bekendste Kassiet omdat er in de archieven van de Egyptische hoofdstad van Achnaton, Amarna een aantal brieven van hem gevonden zijn. Daarin richt hij zich - in spijkerschrift - tot koning Ni-ip-ḫu-ur-ri-ri-ia en dat is waarschijnlijk een verbastering van een van de namen van Achnaton: Nefer-kheperu-re. Deze naam komt echter ook enigszins overeen met de naam van zijn jeugdige en kortstondige opvolger Toetanchamon Neb-kheperu-re, zodat het mogelijk is dat de brieven wat later in de tijd zijn, maar erg waarschijnlijk is dat niet omdat Tutanchamon al snel de 'ketter'-hoofdstad verlaten heeft.
Burnaburiaš II was tijdgenoot van de Egyptische koningen Achnaton en Tutankhamon. Uit de Amarnabrieven blijkt dat de betrekkingen aanvankelijk vriendelijk waren. Amenhotep III was getrouwd met een zuster van Kadašman-Enlil, die daarmee een tante van Burnaburiaš. Burnaburiaš  beklaagde zich overigens wel over het weinig toeschietelijke gedrag van de farao en de slechte behandeling van de gezanten. Burnaburiaš beklaagt zich in een van zijn brieven er ook over dat de lading goud die de farao hem gestuurd had niet in zijn geheel was overgekomen. Op zich was dat niet zo verwonderlijk: de afstand van Egypte naar het hof van Kar-Duniash was erg groot en er kon onderweg veel gebeuren. Wat eerder verwonderlijk is, is het hoge vlak waarop de diplomatieke betrekkingen al in deze tijd stonden. Men moet bijvoorbeeld elkaars taal en schrift al goed hebben kunnen lezen en had regelmatig contact.
Er werd afgesproken dat Burnaburiaš zijn zuster naar Egypte sturen zou om met de farao te huwen en er werden geschenken uitgewisseld. De betrekkingen verslechterden echter toen Tutankhamon betrekkingen aanging met de Assyrische vorst Assur-uballit I die handig gebruik maakte van de zwakte van Mitanni om zich onafhankelijk te maken. Burnaburiaš trachtte diplomatieke erkenning door Egypte te voorkomen en in een van de Amarnabrieven stelt hij de Assyriërs als zijn eigen onderdanen (dāgil pāni) voor.  Hij roept de farao op de Assyrische delegatie met lege handen naar huis te sturen, zoals zijn voorouder Kurigalzu I geweigerd had opstandelingen tegen het Egyptische gezag in Kanaän te ondersteunen. De Egyptenaren lieten Burnaburiaš echter praten en gingen goede betrekkingen aan met Assyrië dat daarmee weer een geduchte concurrent voor Karduniaš werd.

## Betrekkingen van Mitanni
Toen prins Shattiwaza van Mittani, de zoon van Tushratta, verdreven werd door de overweldiger Artatama II, vluchtte hij met 200 strijdwagens onder aanvoering van generaal Aki-Teššup naar het zuiden. Burnaburiaš weigerde hem echter alle hulp.

## Betrekkingen met Assyrië; de opvolging
Na het ineenstorten van de macht van de Mittani kwam Assyrië weer op eigen benen te staan, alle protesten van Burnaburiaš bij de farao ten spijt. Uiteindelijk trachtte hij met Assur-uballit I tot een vergelijk te komen en dit leidde tot een huwelijk met diens dochter. Uit het huwelijk werd een zoon geboren Karahardaš die Burnaburiaš zou opvolgen. Er volgde al snel een opstand tegen hem omdat men vreesde dat het land hiermee onder Assyrische invloed kwam te staan. Assur-uballit I mengde zich in de strijd en zette Kurigalzu II op de troon. Deze wist zich echter na de dood van Assur-uballit I weer onafhankelijk te maken van de machtige buurman in het noorden.

## Betrekkingen met Elam
Uit een neo-Babylonische oorkonde, die nu in het Pergamonmuseum te vinden is, blijkt dat een dochter van Burnaburiaš uitgehuwelijkt was aan de Elamitische vorst Untaš-Napiriša. Untaš-Napiriša wijdde een standbeeld van de godheid Immiriya aan zijn schoonvader. Het beeld is gevonden in Tchoga Zanbil. Dit huwelijk maakt deel uit van een lange traditie die mogelijk al met Kurigalzu I begonnen was. Diens oudste dochter trouwde met de Elamitische koning Paḫir-Iššan.
| Tijdgenoten van Burnaburiaš II ( 1358 v.Chr. tot 1335 v.Chr.) |                             |                        |                            |
| Egypte                                                        | Assyrië                     | Mittani                | Hettieten                  |
| Amenhotep III (1390–1352)                                     | Assur-uballit I (1353–1318) | Tushratta (1380–1350)  |                            |
| Achnaton (1352–1336)                                          |                             | Shattiwaza (1350–1320) | Suppiluliuma I (1355–1323) |
| Smenchkare (1336–1333)                                        |                             |                        |                            |
| Tutankhamon (1333–1323 v.Chr.)                                |                             |                        |                            |